# Galantine
Galantine (Französisch) ist eine Zubereitung aus ganzen, entbeinten Tieren wie Geflügel oder Frischling bzw. Teilen wie der Schulter vom Schwein, Lamm, Kalb oder Reh mit einer üppigen Farce aus Fleischwürfeln, Pilzen, Speck und anderem. Sie wird meist kalt als Vorspeise serviert.

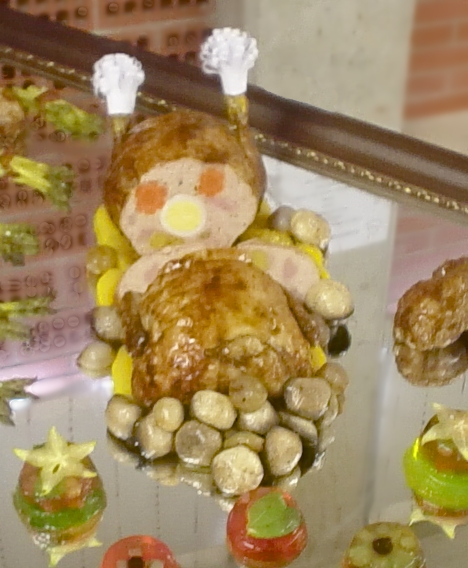
Entengalantine (Galantine de canard)

Zur Zubereitung auf klassische Art wird zunächst das Tier bzw. ein geeignetes Teil entbeint, ohne die Haut zu verletzen. Dann wird es mit einer Farce aus derselben Fleischart und weiteren Zutaten gefüllt, zusammengerollt, fest in ein Tuch gewickelt und in kräftiger Brühe langsam pochiert. Nach dem Auskühlen wird das Tuch entfernt und die Galantine meist mit Gelee oder einer Chaudfroidsauce überzogen.
Typische Galantinen sind:
- Hühnergalantine (Galantine de volaille): Hühnerbrust und Hühnerfarce, Trüffeln, Speck, Zunge, Foie gras und Pistazien in einem entbeinten Huhn, in Kalbsfond gegart und mit weißer Chaudfroidsauce überzogen
- Entengalantine (Galantine de canard): in Entenfond gegart
- Galantine vom Fasan (Galantine de faisan): in Wildfond gegart
- Galantine vom Frischling (Galantine de marcassin): Frischlingsfarce mit Trüffeln, Schinken, Speck, Zunge, Eiern und Pistazien in einem entbeinten Frischling, in Wildfond gegart und mit Gelee überzogen
- Lammgalantine (Galantine d’agneau): Lammfarce mit Petersilie, Zwiebeln, Leber, Zunge, Gewürzgurken und Ei in einer entbeinten Lammschulter und mit Gelee überzogen

Der Galantine ähnlich sind die portionsgroßen Ballottines sowie entfernt der rustikale italienische Zampone (Schweinefuß).